# Perro negro (fantasma)

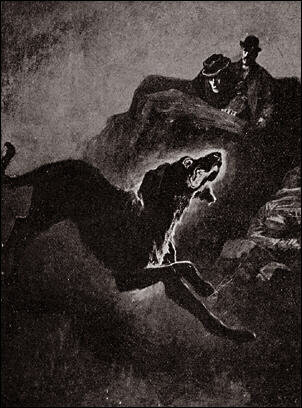
Ilustración de Sidney Paget de El sabueso de los Baskerville.

El perro negro es un ente espectral que se encuentra principalmente en el folklore de las islas británicas, pero también en otras culturas con otros nombres, por ejemplo el cadejo, church grim y el dip. 
El perro negro es esencialmente un espectro nocturno, y su apariencia fue considerada como un augurio de muerte. En general se supone físicamente más grande que un perro y a menudo tiene grandes y brillantes ojos.
Se asocia a menudo con tormentas eléctricas y cruces de caminos, lugares de trabajo y antiguas vías. Su forma en Gales se limita a las parroquias costeras, y en la costa de Norfolk la criatura se considera anfibia, saliendo del mar por la noche y viajando por caminos solitarios.
Los orígenes del perro negro son difíciles de discernir. Es imposible determinar si el fantasma es originario de los elementos en la cultura británica, celta o germánica.
En la mitología europea, los perros se han asociado desde tiempos remotos con la muerte. Ejemplos de esto son las Cŵn Annwn, Garm y el Cerbero, todos ellos de alguna manera tutores del inframundo. Esta asociación parece ser debida a los hábitos caninos de rebuscar en la basura y escarbar la tierra para enterrar huesos. Es posible que el perro negro sea una supervivencia de estas creencias.
Los perros negros son casi universalmente malévolos, aunque algunos (como los Barghest) son directamente perjudiciales. La mayoría son un augurio de muerte y están de alguna manera asociados con el Diablo. Algunos como el Gurt Dog de Somerset y el Perro Negro de Hanging Hills pueden llegar a actuar benévolamente.
En la mitología maya se le denomina Uay Pek (literalmente en idioma maya perro brujo: huay, brujo y pek, perro).

## Cultura popular
El doctor Samuel Johnson fue el primero en referirse a la depresión como "perro negro". La expresión fue luego tomada por Sir Walter Scott en The lay of the last minstrel y por Winston Churchill, aquejado de depresión en sus últimos años. Perro negro es una novela de Miguel Ángel Oeste, basada en la tristeza del músico Nick Drake. Black Dog (canción) es un popular tema de Led Zeppelin. 

## Distribución geográfica
Algunos de los más conocidos son el Barghest de Yorkshire y el Black Shuck de East Anglia. 
Algunos otros son:

### Inglaterra
- Una familia noble en Dartmoor afirma haber sido atormentada durante generaciones por un monstruoso perro negro; esto inspiró a Arthur Conan Doyle para escribir su historia El sabueso de los Baskerville situado en Devon.[5]
- En Lancashire el sabueso espectral es llamado Gytrash, Trash, Striker o Shriker.
- El Drummer of Tedworth a veces se manifiesta como un enorme perro negro.
- El Gurt Dog de Somerset es un ejemplo de un perro benevolente. Se dice que las madres pueden jugar con sus hijos sin supervisión en la Quantock Hills, ya que considera que el Gurt Dog los protege. Asimismo, acompaña a los viajeros solitarios en la zona, actuando como protector y guía.
- El Perro Negro de Winchester.
- El Padfoot de Wakefield.
- Se dice que un perro negro penó en la prisión de Newgate por más de 400 años, apareciendo antes de las ejecuciones. Según la leyenda, en 1596 un erudito fue enviado a prisión por brujería. Pero fue asesinado y comido por los prisioneros hambrientos antes de ser llevado a juicio. El perro apareció poco después, y aunque los aterrorizados hombres mataron a sus guardias y escaparon, se dice que la bestia los seguía a dondequiera que iban.
- Uno ha sido visto en Corsham en Wiltshire el 28 de abril de 2008.
- El Perro Negro de Oldbury.
- En el tercer libro Harry Potter y el prisionero de Azkaban de J. K. Rowling, se menciona al perro negro con el nombre de "grim", y era interpretado como augurio de muerte. El mote de Sirius Black, uno de los personajes de la novela que se transforma en perro, era en inglés precisamente "Padfoot", uno de los nombres que se le da en Inglaterra a estos perros negros. En español fue traducido como Canuto, perdiendo totalmente este significado.
- En el libro La Isla del Tesoro se le asocia a un personaje perteneciente a la tripulación del Capitán Flint.

### España
- Se dice que en la última fase de la construcción del  Monasterio de El Escorial (S.XVI), surgió un perro negro que atemorizaba a los jornaleros. Algunos testimonios aseguraban que tenía ojos rojos y un aspecto infernal; habría salido de una de las puertas del infierno, bajo el monasterio. Pudo haber sintetizado la ira y el malestar de los vecinos por los altísimos impuestos sufridos para sufragar la obra.[6]
- En El peregrino (1996), de Paulo Coelho, el protagonista se enfrenta y derrota a un gran perro negro de origen sobrenatural. [7]

### Gales
En Gales existe la leyenda de gwyllgi, el "Perro de la Oscuridad", una temible aparición siniestra con aliento de fuego y brillantes ojos rojos. También están relacionados con el espectral Cŵn Annwn, conectado con el reino del Otro Mundo de Annwn referido en las Cuatro Ramas del Mabinogion y en otros lugares, sin embargo, se describe como blanco y deslumbrante en vez de negro como en el texto medieval.

### Cornualles
- Un perro negro aparece en el puerto de Penzance como anunciante de la muerte de alguien. La víctima es el único que puede ver al perro, que se describe como del tamaño del Labrador Retriever, pero no es realmente de esta raza.
- Shony es un perro fantasma cuya aparición anunciaba siempre una tormenta.

### Estados Unidos
En los EE. UU. se dice que un doble conjunto de perros negros deambulan por el lado norte del Tennessee medio, cerca del condado de Macon. La leyenda cuenta que dos cachorros negros fueron adoptados por un cruel agricultor, tan malo que el diablo no le permitió entrar en el infierno, dándole la tarea de perseguir a los viajeros incautos tras el toque de medianoche.
Algunas historias dicen que la muerte es rápida; otros aseguran que tarda días, meses, o años después de ver a las bestias demoníacas. Otros dicen que la muerte no ocurre en absoluto, sino que algo "malo" va a suceder a alguien cercano al ver los ojos de los dos perros. Por último, algunas historias cuentan se saltan al malvado agricultor y el perro tiene múltiples cabezas y es, en realidad, el perro Cerbero que vigila las puertas del infierno. Esta historia podría haber sido creada para respaldar las afirmaciones sobre satanismo en el condado que algunos han hecho.
- El Perro Negro de Hanging Hills de Meriden, Connecticut, es único en el sentido de que no es un grande y temible perro. En lugar de ello, aparece como un pequeño y triste perro negro. El perro negro de Hanging Hills no deja huellas y no emite sonido, incluso cuando parece que está ladrando alegremente. También parece gozar de compañía humana, un tanto irónicamente. Una visión del Perro Negro de Hanging Hills, supone buena suerte, dos da mala suerte y tres visiones significan la muerte.

- Se rumorea en EE. UU. que varios perros negros de ojos brillantes y amarillos merodean por la Ruta 666, rozan los neumáticos de los automovilistas con sus afilados dientes.
- Se dice que a lo largo de Sweet Hollow Road en Long Island, NY, hay una aparición de un perro negro que camina en sus patas traseras y tiene los ojos rojos y brillantes. Hacer contacto visual con ella, se supone, puede causar la muerte dentro de un mes.
- Hay dos perros negros que habitan la autopista 97 de Madras (Oregón) a Sunriver (Oregón).

### Italia
La figura amenazante del cane nero aparece misteriosamente en la historia narrada por Francesco Carofiglio en su novela L'Estate del Cane nero, convirtiéndose en el motor (quizás sobrenatural) de la evolución de los acontecimientos.

### Latinoamérica
Perros negros con ojos ardientes se presentan en toda América Latina desde México hasta Argentina en virtud de una gran variedad de nombres: el Perro Negro Nahual (México), Way Pek (Yucatán, México) (alternativamente escrito Uay Pek/Way/Waay Pek), el Cadejo (México y América Central), El Perro Familiar (Argentina), el Perro Prieto en Panamá, que se aparece en Corpus Christi; y el Luisón (Paraguay y Argentina). Por lo general son encarnaciones del diablo, un demonio o un brujo transformado.